# František Ladislav Čelakovský

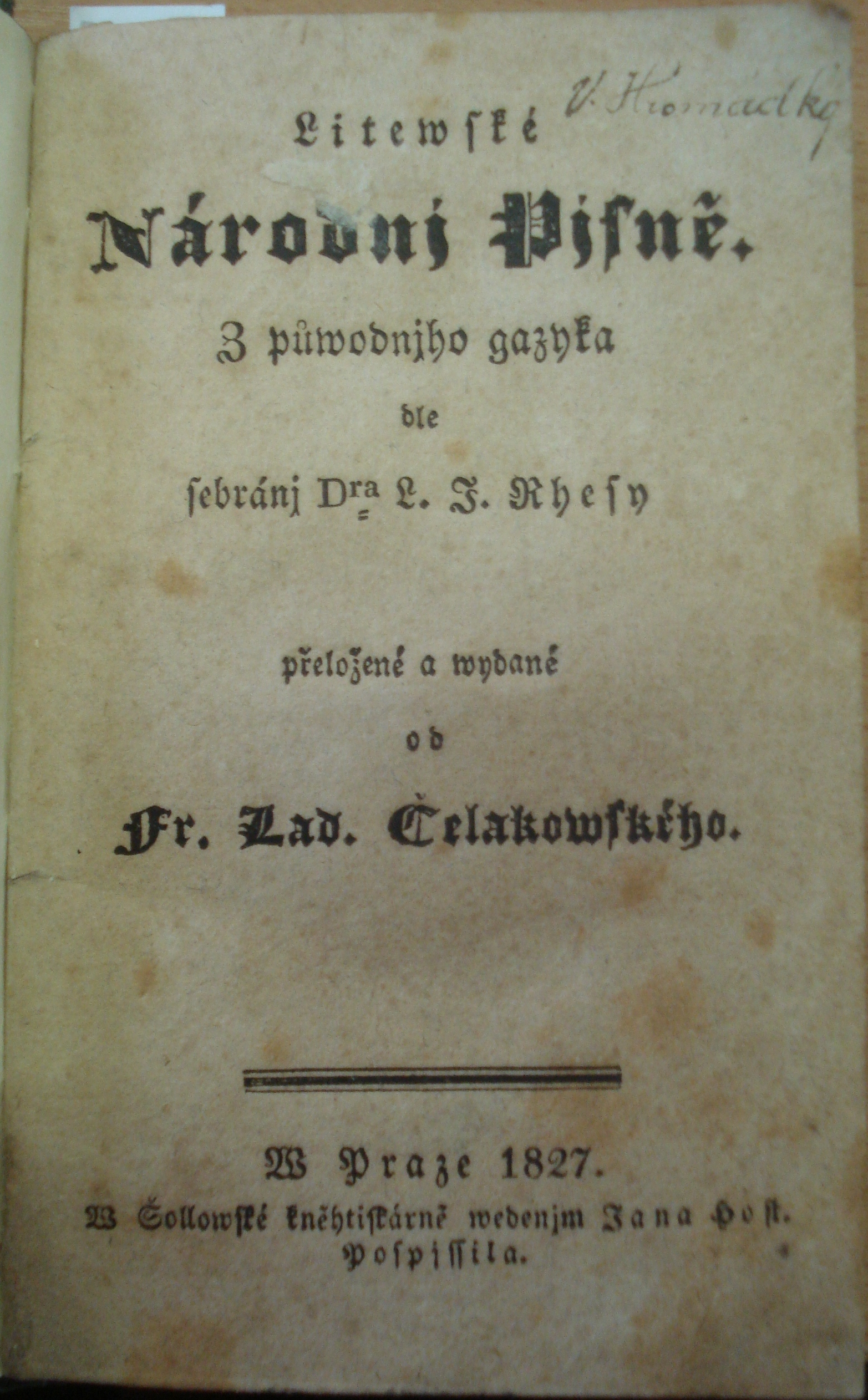
Litevské národní písně (1827)

František Ladislav Čelakovský (7. března 1799 Strakonice – 5. srpna 1852 Praha) byl český básník národního obrození, kritik a překladatel; v mimořádných případech používal pseudonym Marcián Hromotluk. Několik básní podepsal také jménem Žofie Jandová.

## Život

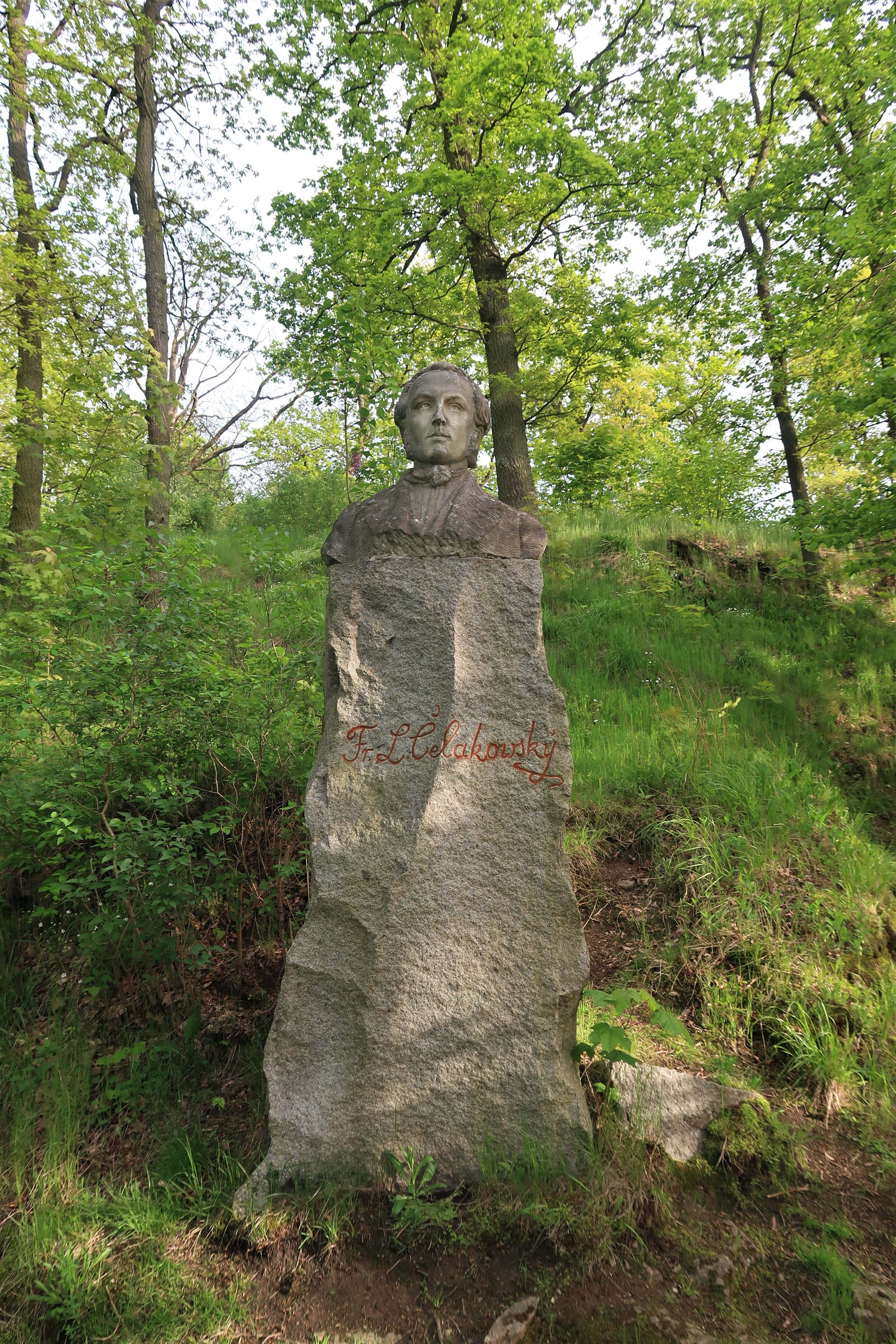
Pomník F. L. Čelakovského v rodných Strakonicích v místní části Podskalí nad řekou Otavou

Byl synem strakonického tesaře Vojtěcha Čelakovského a jeho ženy Anny, rozené Štefflové. Ve Strakonicích vychodil čtyřletou hlavní školu (jeden rok pro neznalost němčiny opakoval). Od roku 1812 studoval nižší gymnázium v Českých Budějovicích, kde se spřátelil s J. V. Kamarýtem, poté přestoupil na gymnázium v Písku Po jeho absolvování studoval filozofii v Praze, pro finanční problémy byl nucen přestoupit na lyceum v Českých Budějovicích, odkud byl vyloučen (za četbu Husových děl). Pokračoval pak ve studiu na lyceu v Linci a od roku 1820 na Karlo-Ferdinandově univerzitě v Praze. Z profesorů mu imponoval Bernard Bolzano. Spíše než povinným předmětům se věnoval cílevědomému jazykovému a literárnímu sebevzdělávání; při závěrečných univerzitních zkouškách v roce 1822 propadl z logiky, a tak studia nedokončil.
Živil se kondicemi (doučováním), jako soukromý vychovatel (do roku 1829) a na přímluvu K. A. Vinařického mu pražská arcibiskupská konzistoř zadala překlad spisu Aurelia Augustina De Civitate Dei. Roku 1830 dostal nabídku z Ruska, aby spolu s Pavlem Josefem Šafaříkem a Václavem Hankou v Petrohradě založili a řídili slovanskou knihovnu. Čelakovský byl ochoten tento úkol přijmout, ale z nabídky sešlo patrně přičiněním Václava Hanky. František Palacký mu proto zařídil alespoň podporu knížete Rudolfa Kinského. V letech 1829–1842 byl korektorem Časopisu pro katolické duchovenstvo.
Od roku 1833 byl redaktorem Pražských novin, jejichž přílohu Rozmanitosti proměnil (1834) na týdeník Česká Wčela, tento týdeník se brzy změnil na samostatný časopis. V novinách se snažil o politickou i kulturní výchovu čtenáře a jeho hlavním přínosem byla změna v přejímání zahraničních článků přímo z řady cizojazyčných novin, nejen z německých, jak to bylo doposud. Kromě toho navazoval styky i přátelství se zahraničními slavisty a publikoval také jejich práce, například si dopisoval s anglickým slavistou J. Bowringem a osobně se setkal se slovinským básníkem Francem Prešerenem. V roce 1835 byl jmenován suplujícím profesorem české řeči a literatury na pražské univerzitě.
V Pražských novinách uveřejnil 26. listopadu 1835 výhrůžku ruského cara Mikuláše I. k porobeným Polákům, že při sebemenším pokusu o revoluci nechá Varšavu zcela zpustošit, s dovětkem, že takto před 400 lety mluvili tatarští chánové k ruským knížatům. Po stížnosti ruského vyslance ve Vídni Pražským novinám na komentář Čelakovského vůči carovi (nepřímo ho označil za svévolného tyrana) byl odvolán jak z jejich redakce, tak z místa profesora. Další dva roky byl odkázán jen na příležitostné výdělky (zvl. překlady úřední literatury) a na podporu přátel K. A. Vinařického a J. K. Chmelenského. Od r. 1838 působil jako knihovník v rodině Kinských. Ve Vratislavi se stal (1841) profesorem slovanské literatury. Na tamní univerzitě působil až do roku 1849, kdy stejnou funkci získal na pražské univerzitě.

### Rodinný život
Dne 2. února 1834 se ve Strakonicích oženil se svou dlouholetou snoubenkou Marií Ventovou (1809–1844) a téhož roku se jim narodil syn Ladislav. Během jeho pobytu ve Vratislavi, kde se usadil s manželkou a čtyřmi dětmi, zemřela 17. dubna 1844 jeho první žena Marie náhle na tyfus. Za příštího pobytu v Praze se zasnoubil s Antonií Reissovou a po sňatku 2. dubna 1845 s ní odjel zpět do Vratislavi.
Jeho druhá manželka Antonie Reissová (Bohuslava Rajská) byla sestrou Johanny Reissové, manželky Josefa Františka Friče. V letech 1844 až 1849 vedla častou korespondenci se svou přítelkyní Boženou Němcovou, do které se zapojoval i Čelakovský. Ve druhém manželství se Čelakovským narodily tři další děti. Osmé dítě, dcera Anna, zemřelo tři měsíce po porodu. Manželka Antonie Čelakovská zemřela roku 1852, Čelakovský téhož roku. Ve své závěti ustanovil František Ladislav Čelakovský poručníkem svých dětí svého švagra dr. Josefa Františka Friče. Ten roli poručníka zastával, děti však byly rozděleny do různých rodin, především do rodiny lékaře Václava Staňka; osmnáctiletého syna Ladislava se ujal Jan Evangelista Purkyně.
Syn z prvního manželství Ladislav Josef Čelakovský byl český botanik, profesor pražské univerzity a člen České akademie věd. Další syn Jaromír Čelakovský byl český právní historik, novinář, archivář a mladočeský politik.

## Dílo

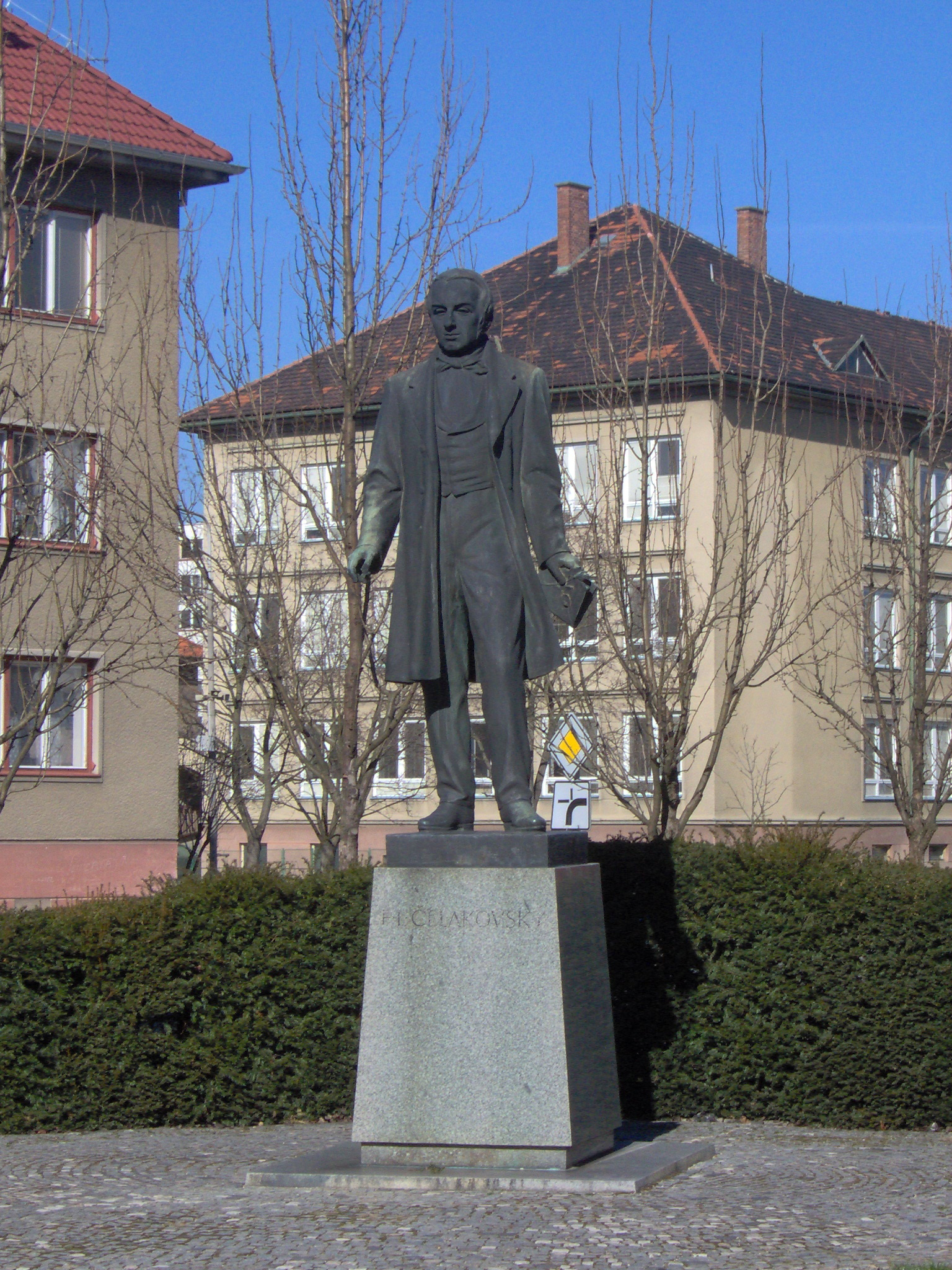
Socha Čelakovského ve Strakonicích

Literární působení Čelakovského, zahájené na počátku 20. let, vyrůstalo z humánně pojatých národních a slovanských ideálů, z estetických zásad preromantismu a z konkrétních podnětů Jungmannova kulturního programu, jejž Čelakovský svým dílem tvořivě obohacoval. Měl zvláštní schopnost pronikat do vnitřního smyslu i tvárných principů básnických děl a kriticky vnímat umělecké zkušenosti národní i cizí literatury.
Čelakovský také úmyslně mystifikoval veřejnost, když v letech 1821 až 1823 publikoval několik básní pod jménem Žofie Jandová. Tato fiktivní autorka měla být jako první česká básnířka dokladem vyspělosti české literatury a kultury a anglický překladatel John Bowring ji dokonce zahrnul do své antologie české literatury (Cheskian Anthology).

### Poezie
- Smíšené básně (1822), lyrika, rozšířeno 1830 pod názvem Kvítí,[14]
- Dennice, aneb Novoročenka na rok 1825 (1825), almanach, společně s Josefem Chmelou, obsahuje původní i přeloženou poezii,
- Padesátka z mé tobolky (1837), padesát epigramů reagujících na soudobé společenské dění, zcenzurováno, znovu vydáno až 1918.[15]
- Růže stolistá (1840), poslední básnická sbírka, obsahuje 100 krátkých básní.[16]
- Spisův básnických knihy šestery (1847), souborné vydání jeho básní, které sám uspořádal. Obsahuje knihy: Růže stolistá, Ohlas písní ruských, Ohlas písní českých, Smíšené básně, Epigramy a Antologie.[17]

#### Ohlasová poezie
Ohlasová poezie je umělá literární tvorba související s preromantickým obdivem k folklóru. Využívá postupy ústní lidové slovesnosti a napodobuje ji. První ohlasové pokusy v české poezii nepocházejí od Čelakovského, ale teprve v jeho rukou se vzor lidové slovesnosti stal zdrojem vysokých básnických hodnot.
- Ohlas písní ruských (1829) – epická básnická sbírka čerpající z ruských bylin. Hrdinou je bohatýr, tj. mladý, krásný muž, který vyniká odvahou; často byli až nadpřirození. Bohatýři bojují na straně obyčejných lidí proti zlu, reprezentovanému nájezdníky (Tatary) nebo i nadpřirozeným protivníkem (čaroděj, příšera). Byliny vznikaly v době tatarských nájezdů na Rusko (kolem r. 1400). Ohlasy jsou postaveny na hrdinské epice a skutečných činech. Bohatýr ve velké většině případů vítězí. U bylin je typický obrácený slovosled, stupňování sloves ke znásobení děje, používají se přechodníky a ustálené výrazy (kalená střela). V některých případech Čelakovský zpracoval motiv z původních bylin: např. Bohatýr Muromec, Čurila Plenkovič, jindy si bohatýra i jeho příběh sám vymyslel: Ilja Volžanin. Vedle hrdinské epiky se ve sbírce vyskytují i satirické nebo komické básně, např. bajka Velký ptačí trh.[18]
- Ohlas písní českých (1839) – lyrická básnická sbírka. Nejedná se o hrdinskou poezii, ale spíše o satiru, lyriku a milostnou poezii. Používá mnohem prostší verše. Opakováním sloves zdůrazňuje děj, opakují se výrazy. K umělecky nejzdařilejším epickým básním této sbírky patří známá balada Toman a Lesní panna. Některé básně z této sbírky (např. Táhne mračno proti mračnu, Je to chůze po tom světě) později zlidověly.Pomník na Olšanech [19]

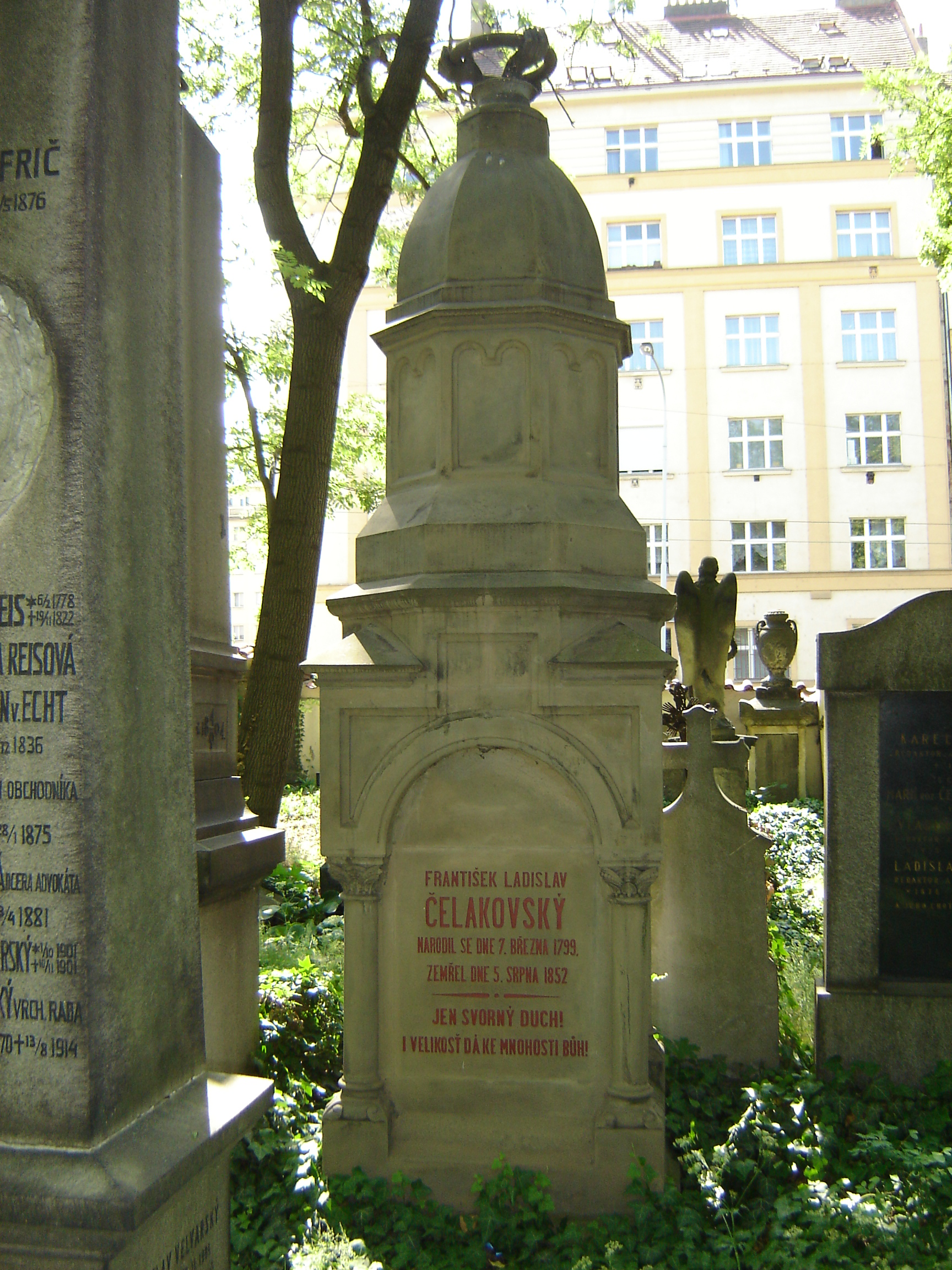
Pomník na Olšanech

Odlišnost ruské a české lidové poezie charakterizoval Čelakovský srovnáním krajiny obou zemí: ruskou lidovou poezii přirovnal k rozsáhlým hvozdům, mohutným řekám a jezerům, českou pak k drobným lesíkům, říčkám a potůčkům.

### Lidová slovesnost
- Květinové epigramy (1827)
- Slovanské národní písně
  - 1. díl (1822) obsahuje české, moravské a slovenské písně, věnováno Václavu Hankovi.
  - 2. díl (1825) první kniha obsahuje písně české, moravské a slovenské, druhá kniha pak písně z jiných slovanských jazyků, přičemž každá píseň je uvedena v originále s překladem do češtiny. Věnováno Kazimierzovi Brodzińskému.
  - 3. díl (1827) (původně nebyl plánován) obsahuje písně, které se do předchozích dílů nevešly, věnováno Vuku Karadžićovi.
- Litevské národní písně (1827), výbor ze sbírky Dainos oder Litthauische Volkslieder od Ludwiga Resy z roku 1825.[20]
- Mudrosloví národa slovanského v příslovích (1852), sbírka slovanských přísloví, poprvé jsou odlišována přísloví a pořekadla. Jednotlivá přísloví zpracovává a porovnává. Tento soubor obsahuje na 15 000 záznamů tematicky seřazených tak, aby z nich vyplývala soustava tradiční životní filosofie Slovanů. Citaci přísloví doprovází Čelakovský případnými překlady a občas i stručnými poukazy ke zvykům nebo pověstem, k nimž se poutá smysl jednotlivých obrazných rčení. Připojena je sbírka českých národních pořekadel. Velkou nevýhodou tohoto díla je, že není opatřeno rejstříkem. K tomuto dílu patří (ačkoliv nebyla součástí díla) jeho Rozprava o slovanských příslovích uveřejněná v Muzejníku, která tvoří jakýsi úvod tohoto díla.[21]

### Vědecká literatura
- Vocabularia linguae Polabicae quae exstant omnia colegit Čelakovský (Slovník polabských Slovanů), rukopisný slovník z roku 1827. Čelakovský chtěl vydat všeslovanský slovník, ale nakonec zpracoval pouze polabské Slovany.
- Dodatky ke slovníku Josefa Jungmanna (1851),
- Jazykozpytné rozmlouvání o jménu Slovan (1837)

Posmrtně Matice česká vydala jeho univerzitní přednášky:
- Čtení o srovnávací mluvnici slovanské (1853),
- Čtení o počátcích dějin vzdělanosti a literatury národův slovanských (1877).

### Učebnice
- Česká dobropísemnost anebo nejsnadnější způsob naučiti se česky dobře psáti (1839)
- Krátká mluvnice německého jazyka (1840)
- Všeslovanské počáteční čtení (chrestomatie), čítanka, dva díly:
  - Z písemnictví polského (1850)[22]
  - Z písemncitví ruského (1852)[22]
- Malý výbor z veškeré literatury české (1851), toto dílo bylo pravděpodobně zamýšleno jako učebnice, ale stal se z něj velmi populární přehled české literatury.[23]
- Česká čítací kniha pro první a druhou gymnaziální třídu 1. (1851), 2. (1852), 3. (1856) – tři díly čítanek pro gymnázia napsané na žádost hraběte Leopolda Lva Thuna-Hohensteina, tehdejšího ministra školství.[24]

### Překlady
Překládal z němčiny, angličtiny a latiny.
- Johann Gottfried Herder: Listové z dávnověkosti (1823)
- Johann Wolfgang von Goethe: Márinka 1827
- Walter Scott: Panna jezerní (1828)
- Svatý Augustin: O městě Božím kněh dvamecítma (1829–1833), pět svazků

## Pozůstalost
- Literární pozůstalost v Památníku národního písemnictví v Praze obsahuje kromě rukopisů jeho prací bohatou korespondenci s více než 100 osobami (např. s Vukem Karadžičem, J. E. Purkyněm nebo Václavem Staňkem, který byl po smrti jeho druhé ženy poručníkem jeho dětí)[25].

## Posmrtné připomínky
- Jméno Františka Ladislava Čelakovského bylo umístěno pod okny historické budovy Národního muzea v Praze spolu s mnoha dalšími, viz Dvaasedmdesát jmen české historie.
- Od roku 1882 jsou po něm pojmenovány Čelakovského sady u Národního muzea na pražském Novém Městě.
- Ulice Čelakovského je v řadě českých a moravských měst (Brno, Plzeň, Ústí nad Labem, Hradec Králové a mnoho dalších). Čelakovského ulice je i ve Strakonicích, do roku 1978 v ní stál jeho rodný dům.
- Pamětní deska Františka Ladislava Čelakovského je v Praze (Myslíkova ulice)[26]
- Pomník F. L. Čelakovského z roku 1924 (autor Vojtěch Šíp) stojí ve Strakonicích.[27]

### Díla online
- ČELAKOVSKÝ, František Ladislav. Ohlasy : Ohlas písní ruských : Ohlas písní českých. Autor úvodu Ladislav Quis. Praha: Nakladatelské družstvo Máje, [mezi 1901 a 1920]. Dostupné online.
- Digitalizovaná díla Františka Ladislava Čelakovského v České digitální knihovně